# Longtown (Oklahoma)
Longtown és una concentració de població designada pel cens dels Estats Units a l'estat d'Oklahoma. Segons el cens del 2000 tenia 2.397 habitants.

## Demografia
Segons el cens del 2000, Longtown tenia 2.397 habitants, 1.101 habitatges, i 778 famílies. La densitat de població era de 34,9 habitants per km².
Dels 1.101 habitatges en un 17,7% hi vivien nens de menys de 18 anys, en un 61,9% hi vivien parelles casades, en un 5,9% dones solteres, i en un 29,3% no eren unitats familiars. En el 26,2% dels habitatges hi vivien persones soles l'11,7% de les quals corresponia a persones de 65 anys o més que vivien soles. El nombre mitjà de persones vivint en cada habitatge era de 2,18 i el nombre mitjà de persones que vivien en cada família era de 2,57.
Per edats la població es repartia de la següent manera: un 16,8% tenia menys de 18 anys, un 3,9% entre 18 i 24, un 19% entre 25 i 44, un 35,6% de 45 a 60 i un 24,7% 65 anys o més.
L'edat mediana era de 52 anys. Per cada 100 dones de 18 o més anys hi havia 98,3 homes.
La renda mediana per habitatge era de 26.813 $ i la renda mediana per família de 33.060 $. Els homes tenien una renda mediana de 29.625 $ mentre que les dones 19.737 $. La renda per capita de la població era de 15.722 $. Entorn del 12,4% de les famílies i el 13,7% de la població estaven per davall del llindar de pobresa.

## Poblacions més properes
El següent diagrama mostra les poblacions més properes.